# موريس فولي
موريس فولي (4 فبراير 1930 في أستراليا - 1 يوليو 2013 في أستراليا) (بالإنجليزية: Maurice Foley)‏ هو لاعب كريكت أسترالي. شارك في الألعاب الأولمبية الصيفية 1956.

## وصلات خارجية
- موريس فولي على موقع إي آس بي آن كريك إنفو (الإنجليزية)
- موريس فولي على موقع أوليمبيديا (الإنجليزية)
- موريس فولي على موقع اللجنة الأولمبية الأسترالية (الإنجليزية)